# Linden (houtsoort)

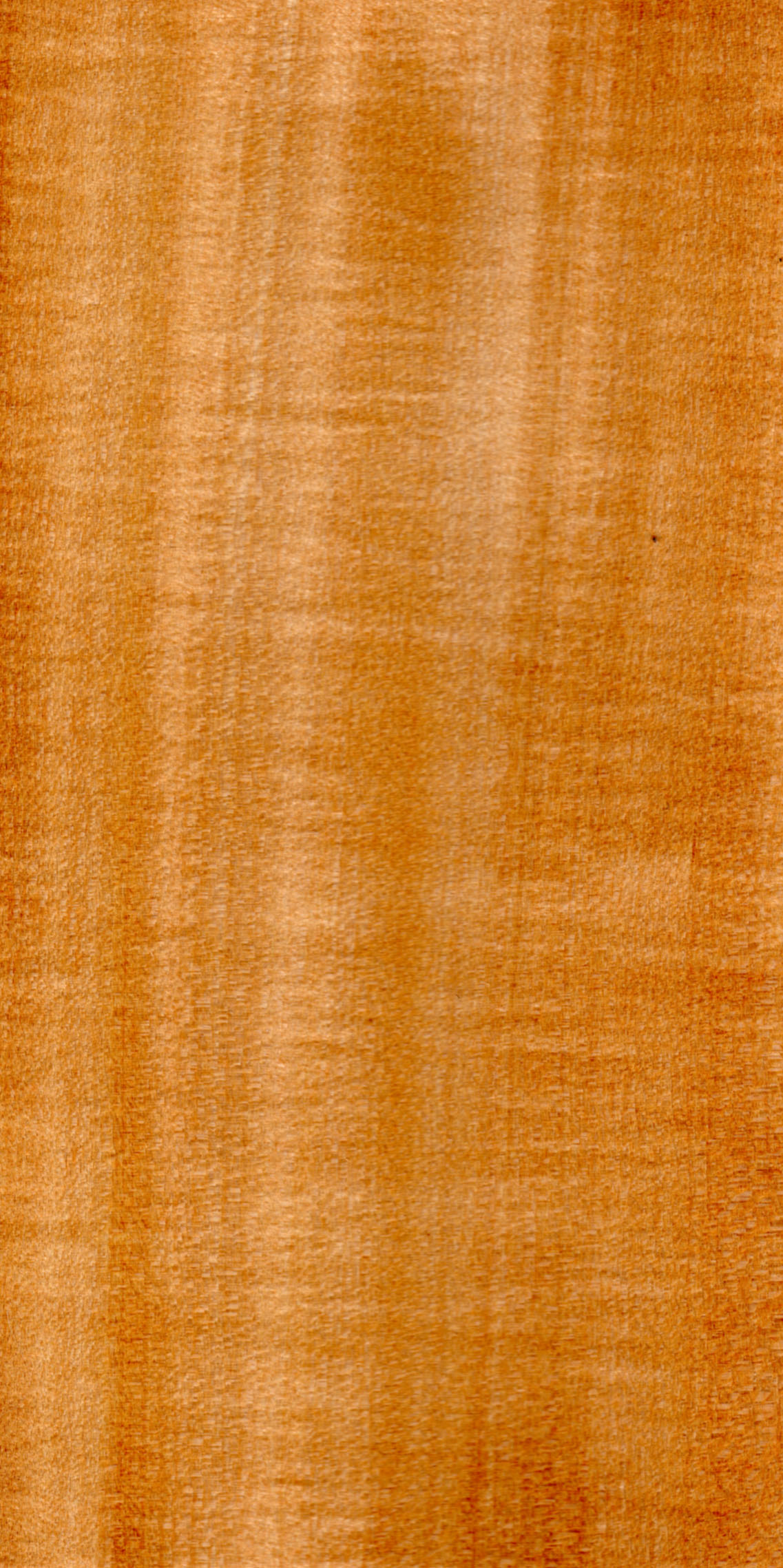
Kwartiers vlak, met kruisdraad

Linden is een houtsoort die zich goed leent voor houtsnijwerk, beeldhouwwerk en draaiwerk. Het hout is niet zwaar, vrij zacht, heeft een fijne nerf en is gelijkmatig opgebouwd, zodat het het amper tot niet splintert. Het is in het geheel niet duurzaam: alleen als het binnen (en droog) wordt toegepast kan het lang meegaan.
Het kernhout is vers geel-witachtig aan licht blootgesteld tot lichtbruin nakleurend, met soms een roze gloed. Het spint is meestal niet van het kernhout te onderscheiden. Het is recht van draad, tot kruisdradig. Het is redelijk goed te drogen en goed te bewerken, mits het gereedschap scherp is. Bij contact met ijzer verkleurt het. Ook goed af te werken.
Het wordt gebruikt voor gietmodellen voor metaalgieterijen, tekenborden, muziekinstrumenten, beeldhouw- en snijwerk, draaiwerk, lijstwerk, fineer, speelgoed, keukengerei en andere huishoudelijke artikelen. 
Het wordt geleverd door lindebomen (geslacht Tilia); deze komen voor in de gematigde streken van het noordelijk halfrond.

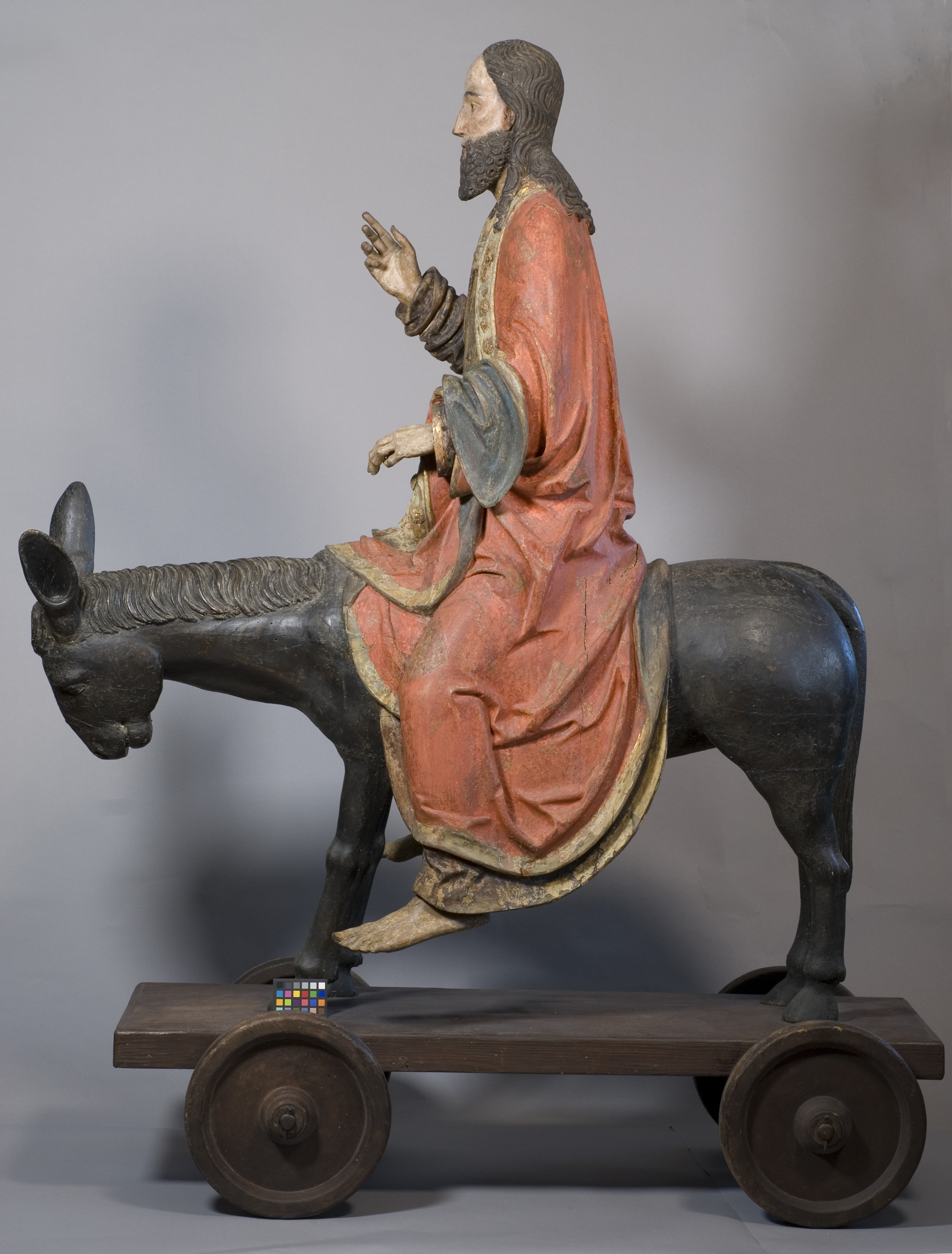
Vijftiende eeuw
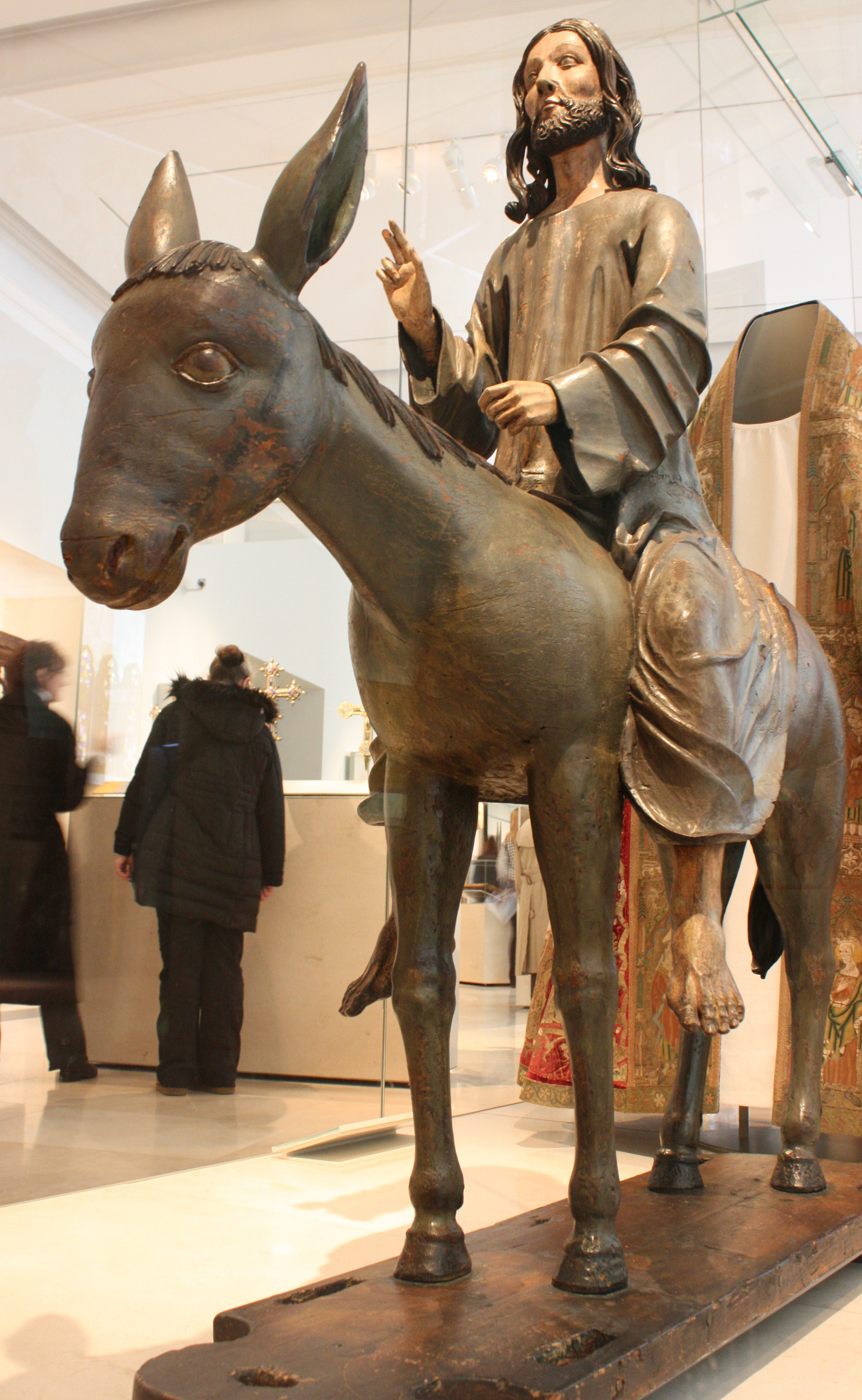
Circa 1480
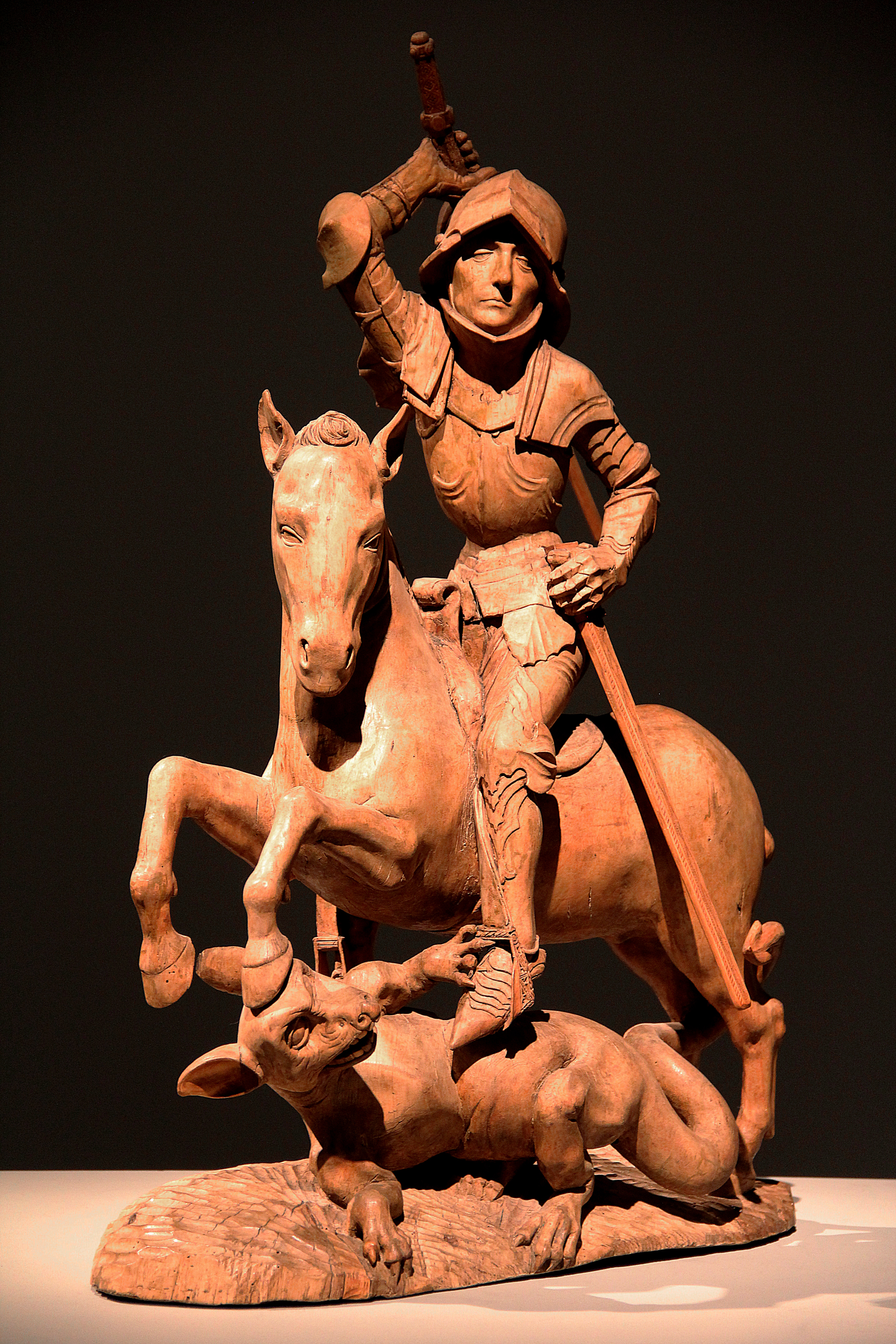
Joris en de draak, circa 1490 door Tilman Riemenschneider
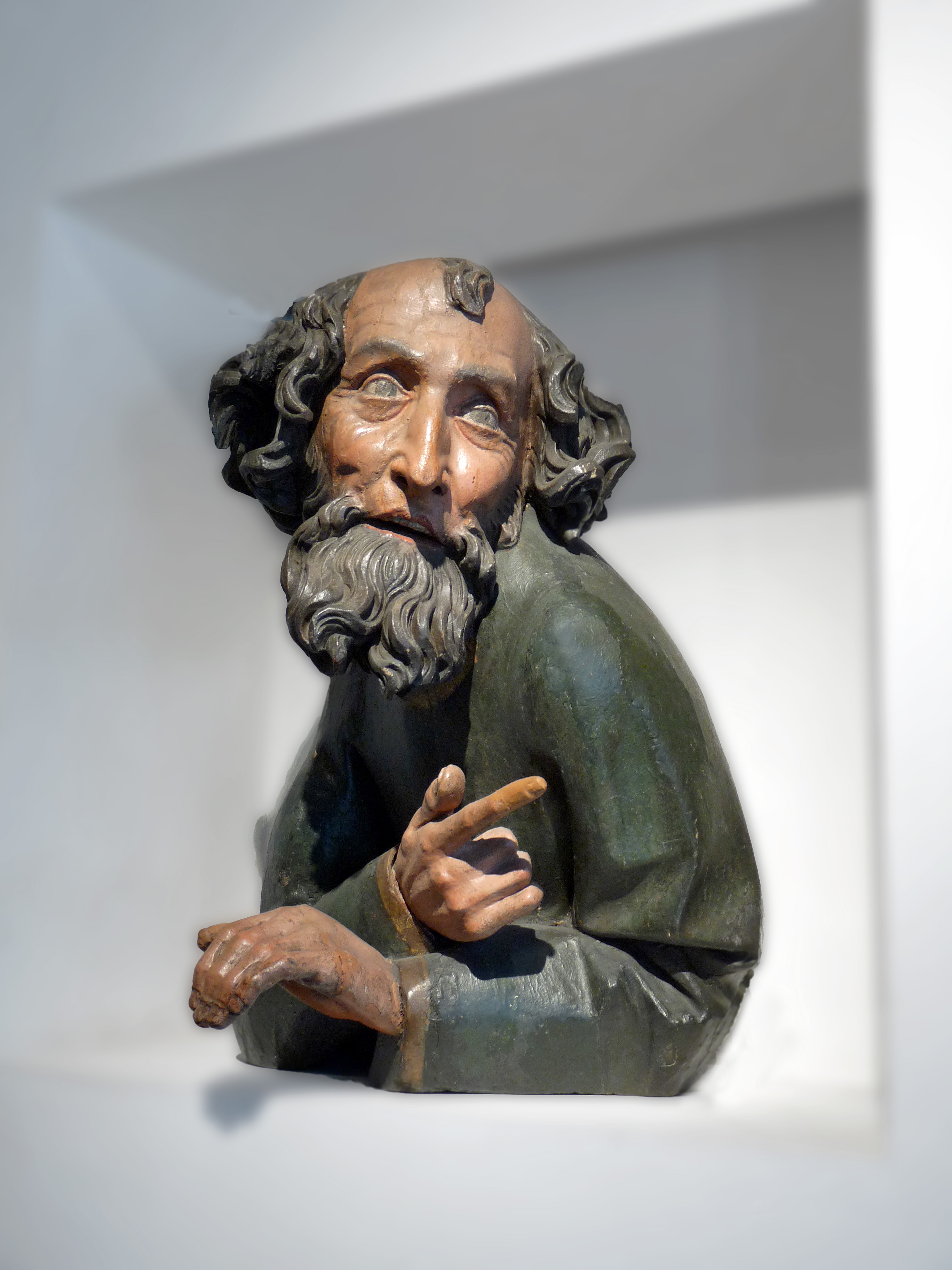
Eind vijftiende eeuw
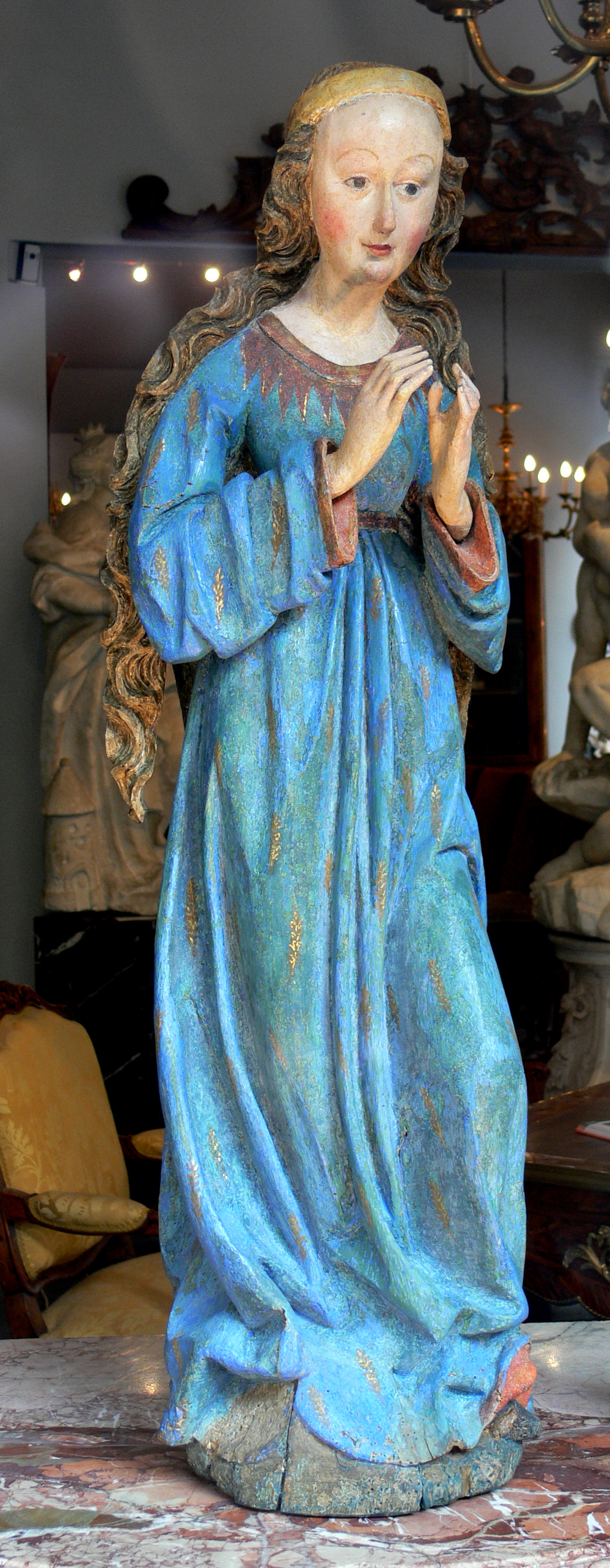
Eind vijftiende eeuw
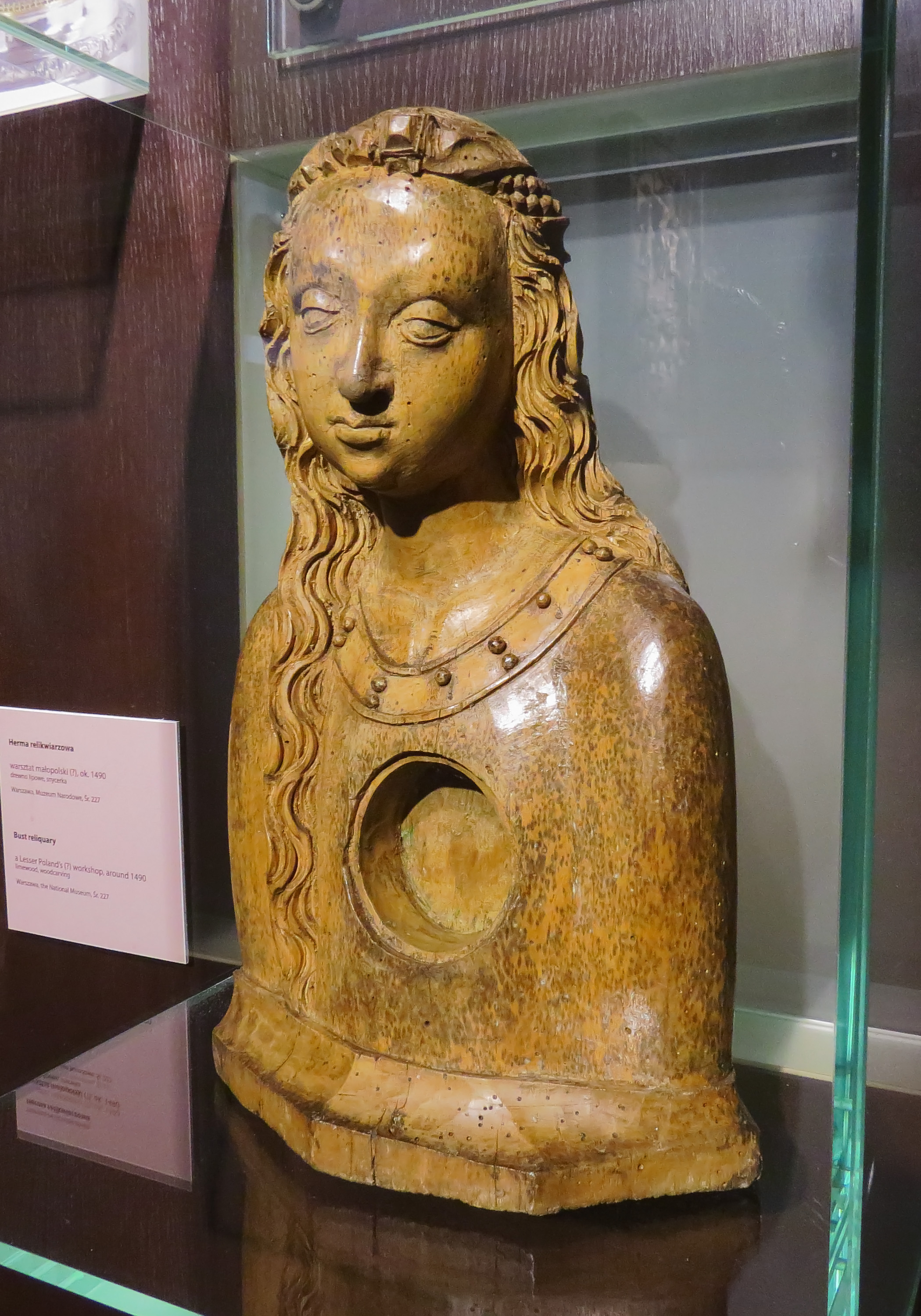
Circa 1490
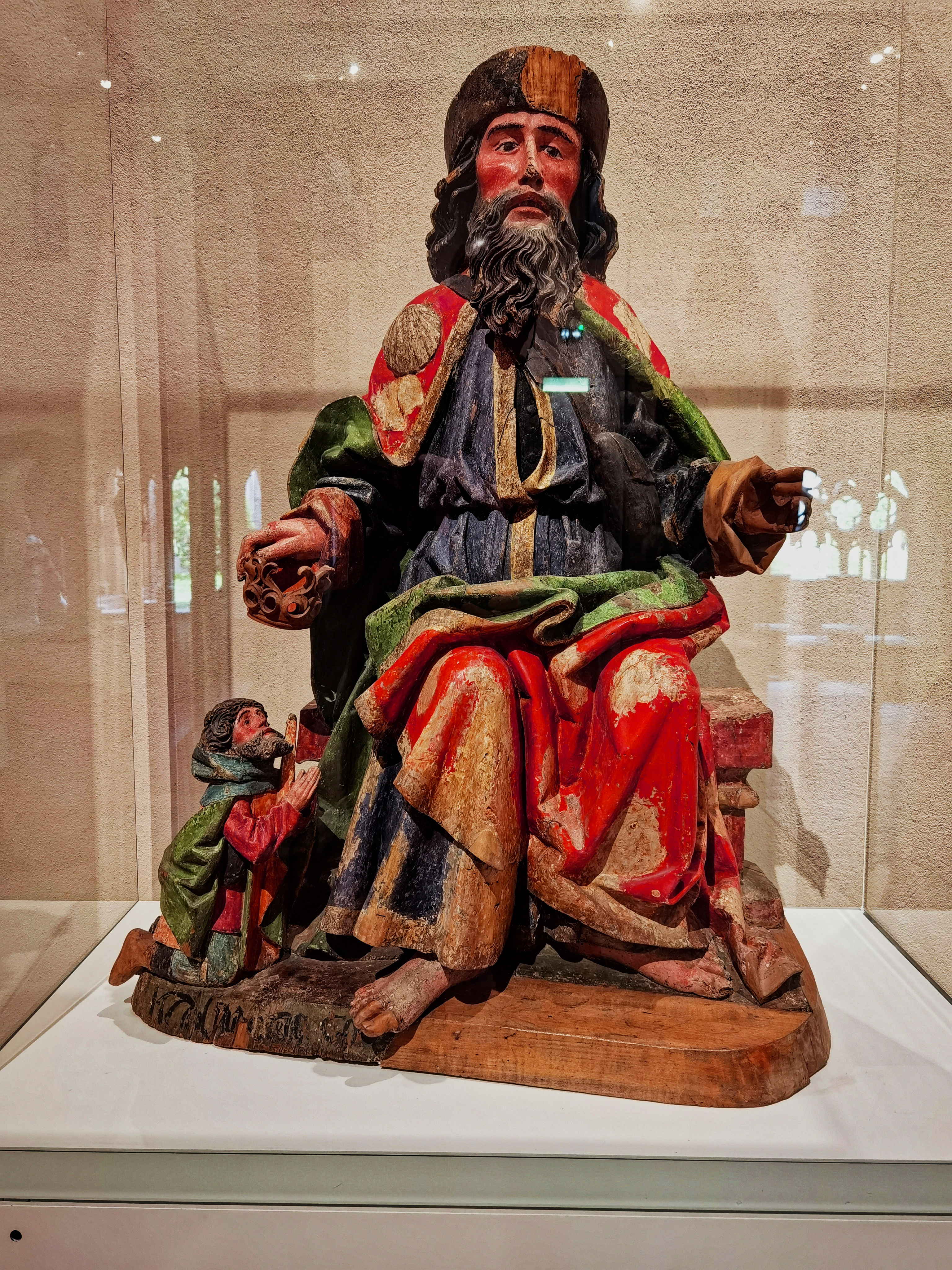
circa 1500
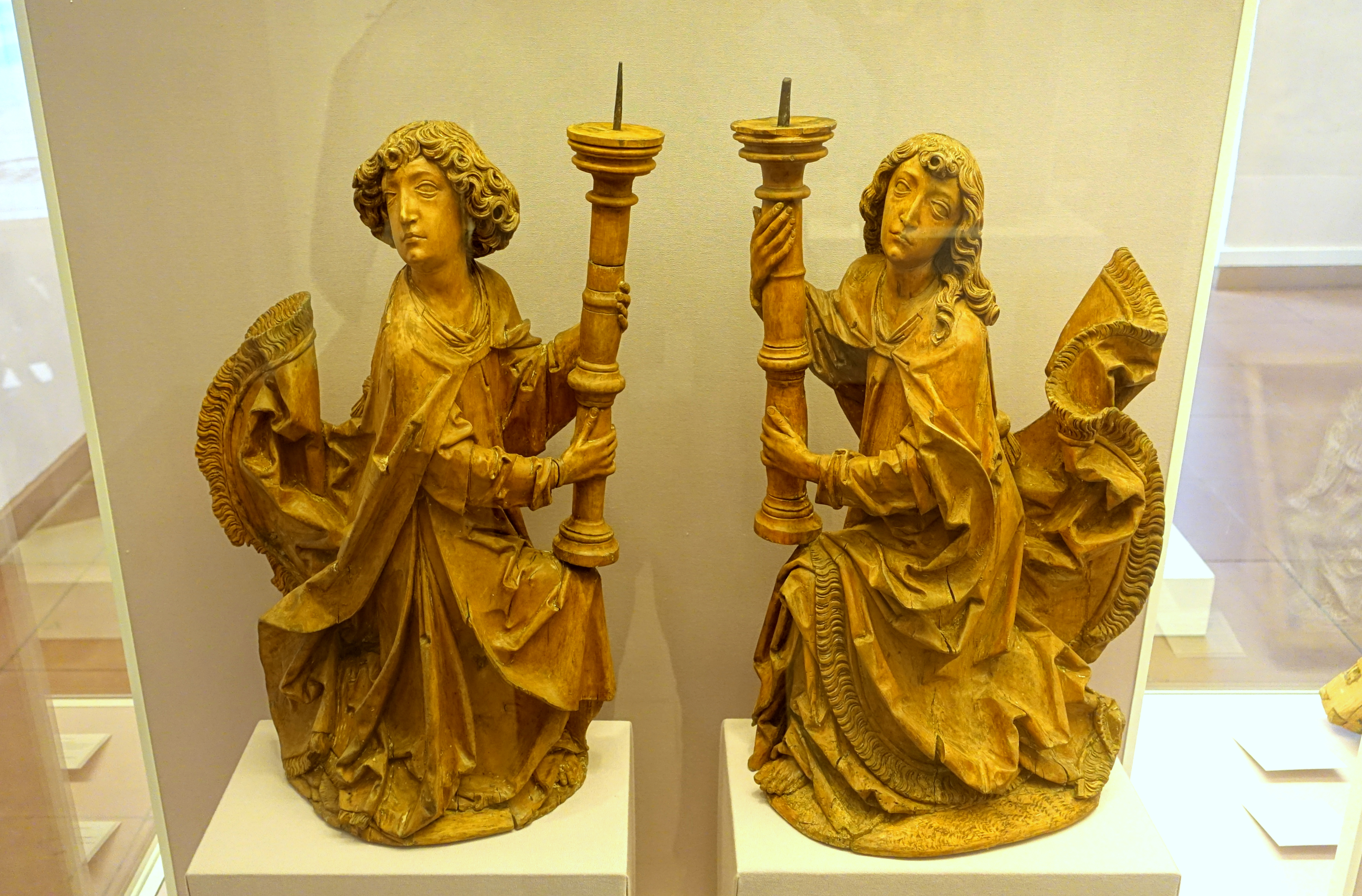
Circa 1505
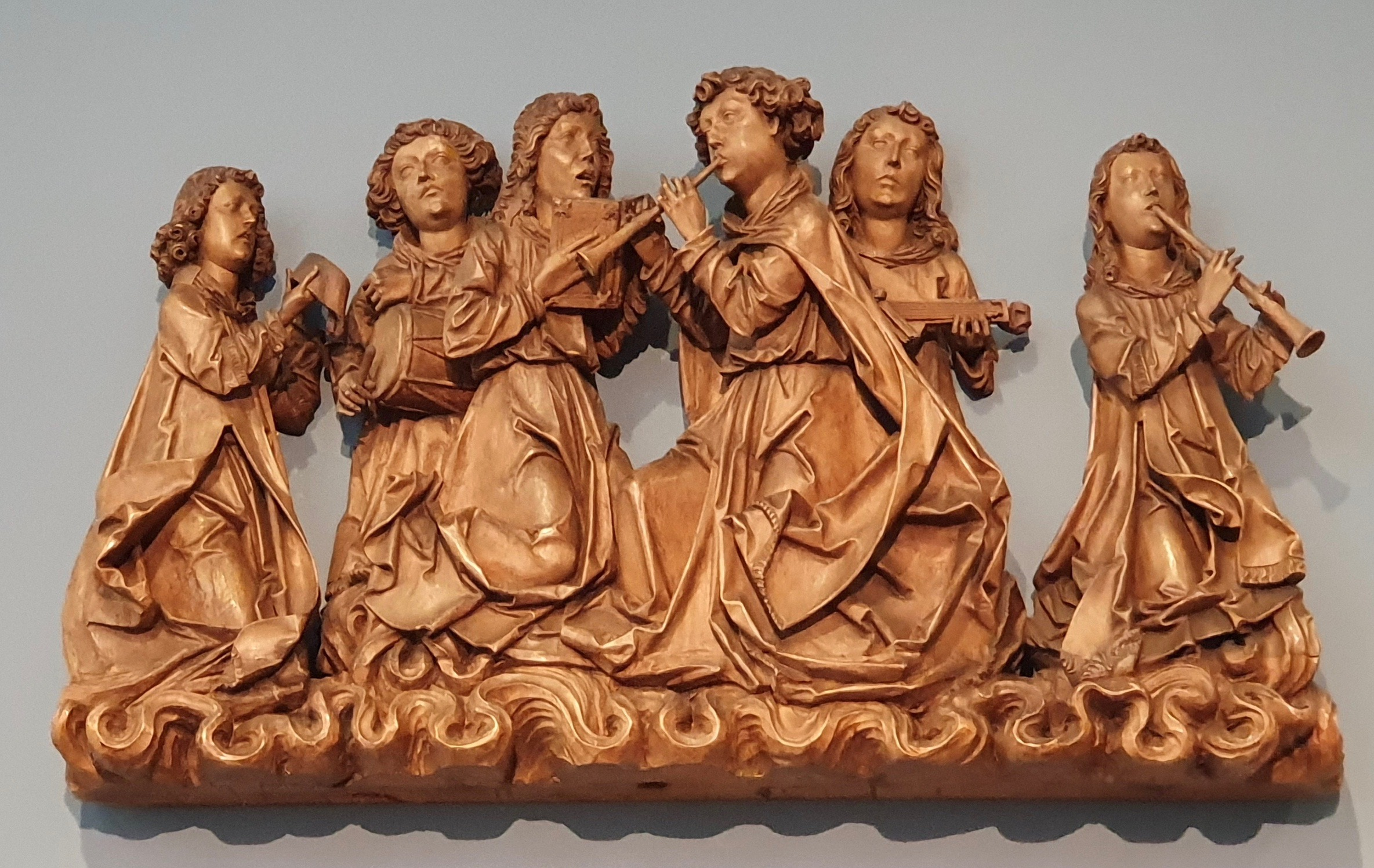
Circa 1505
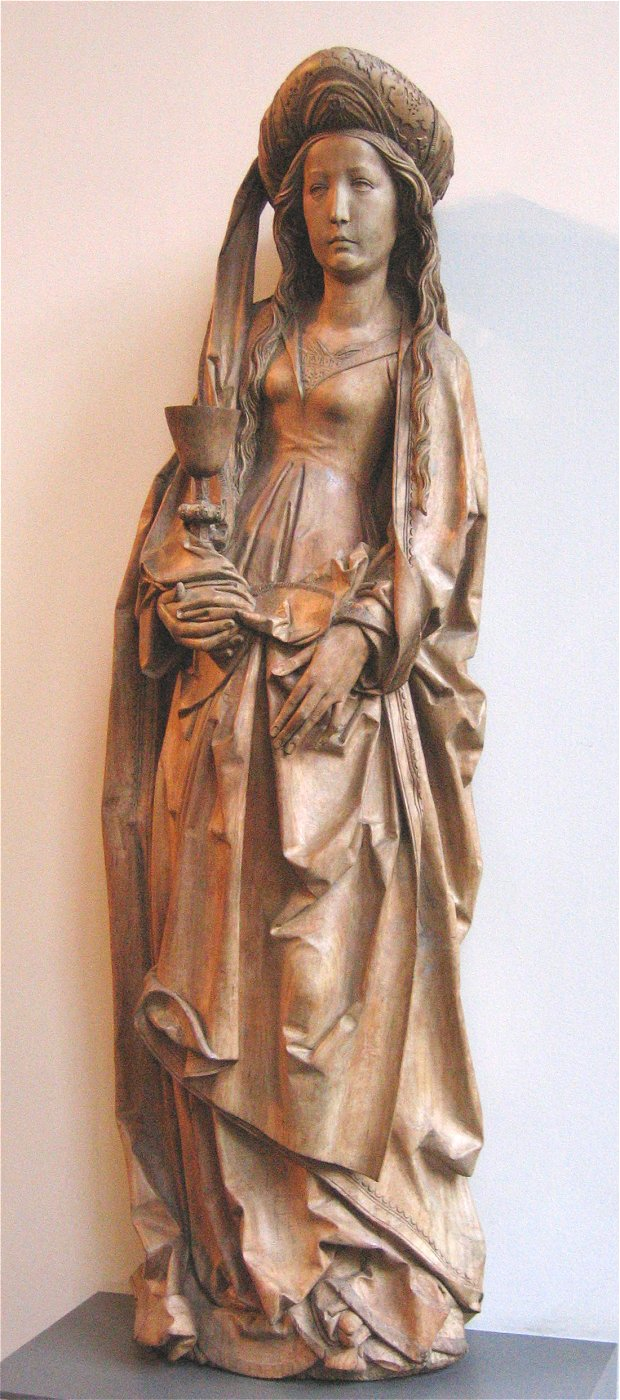
Circa 1510
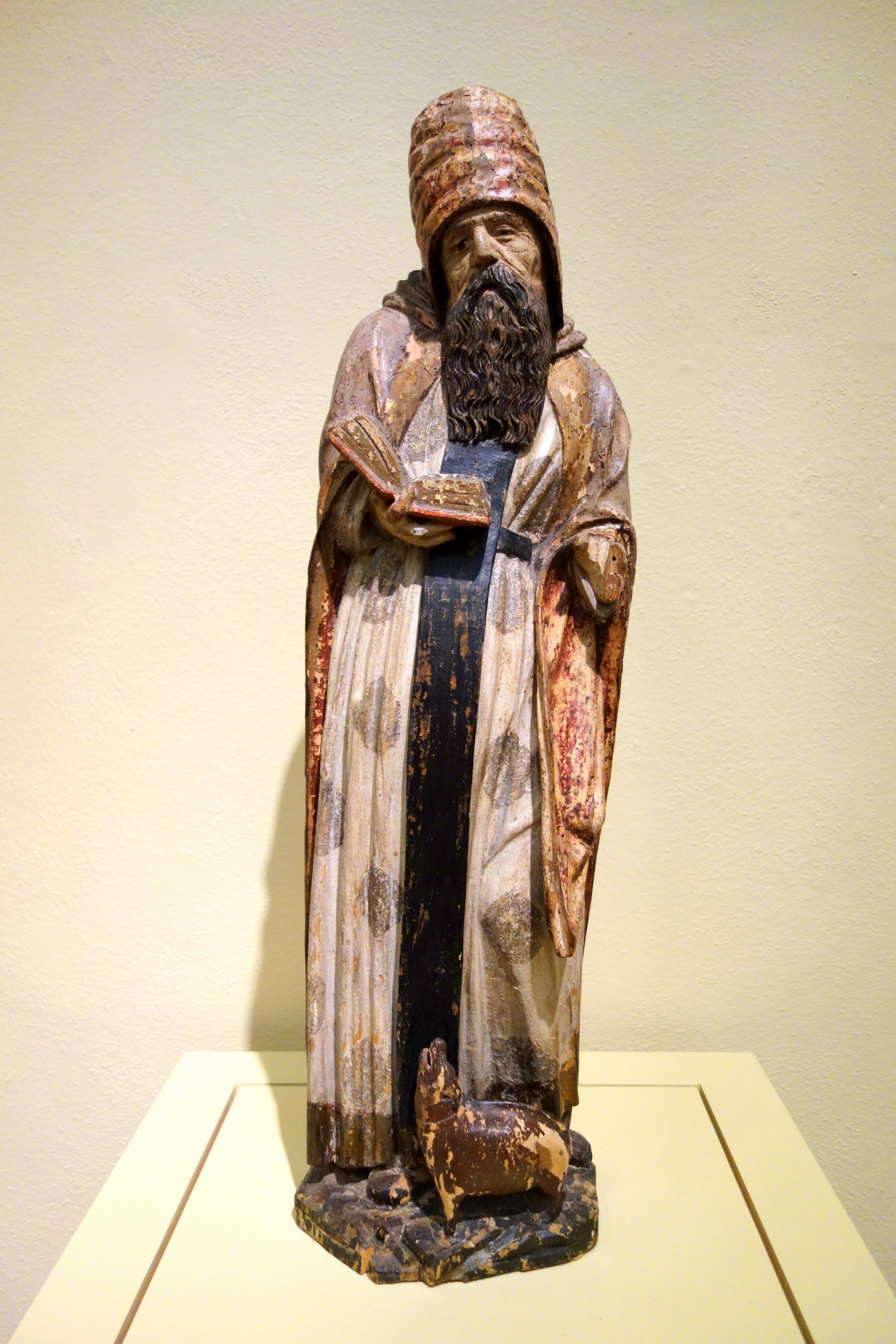
Circa 1520
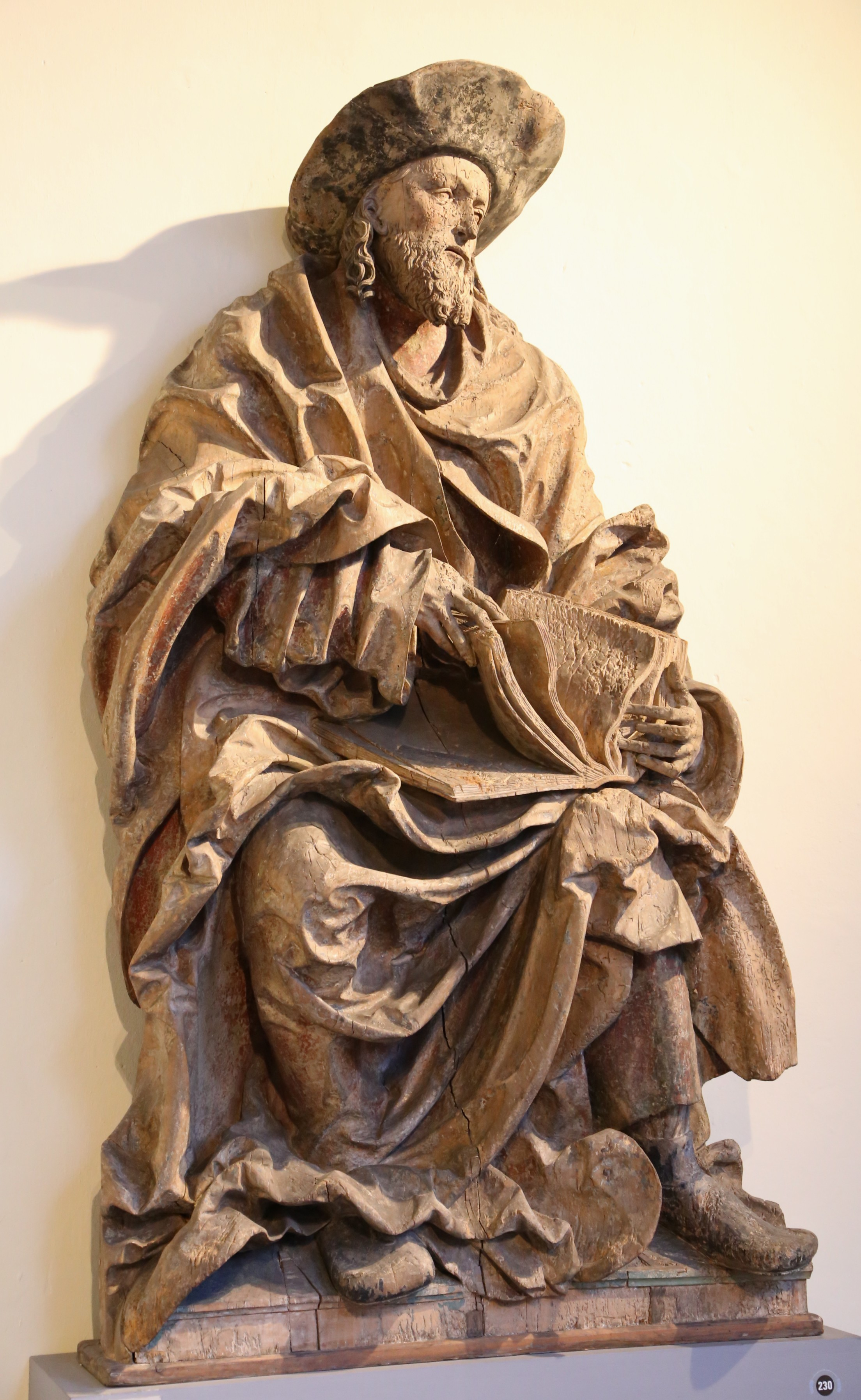
circa1525
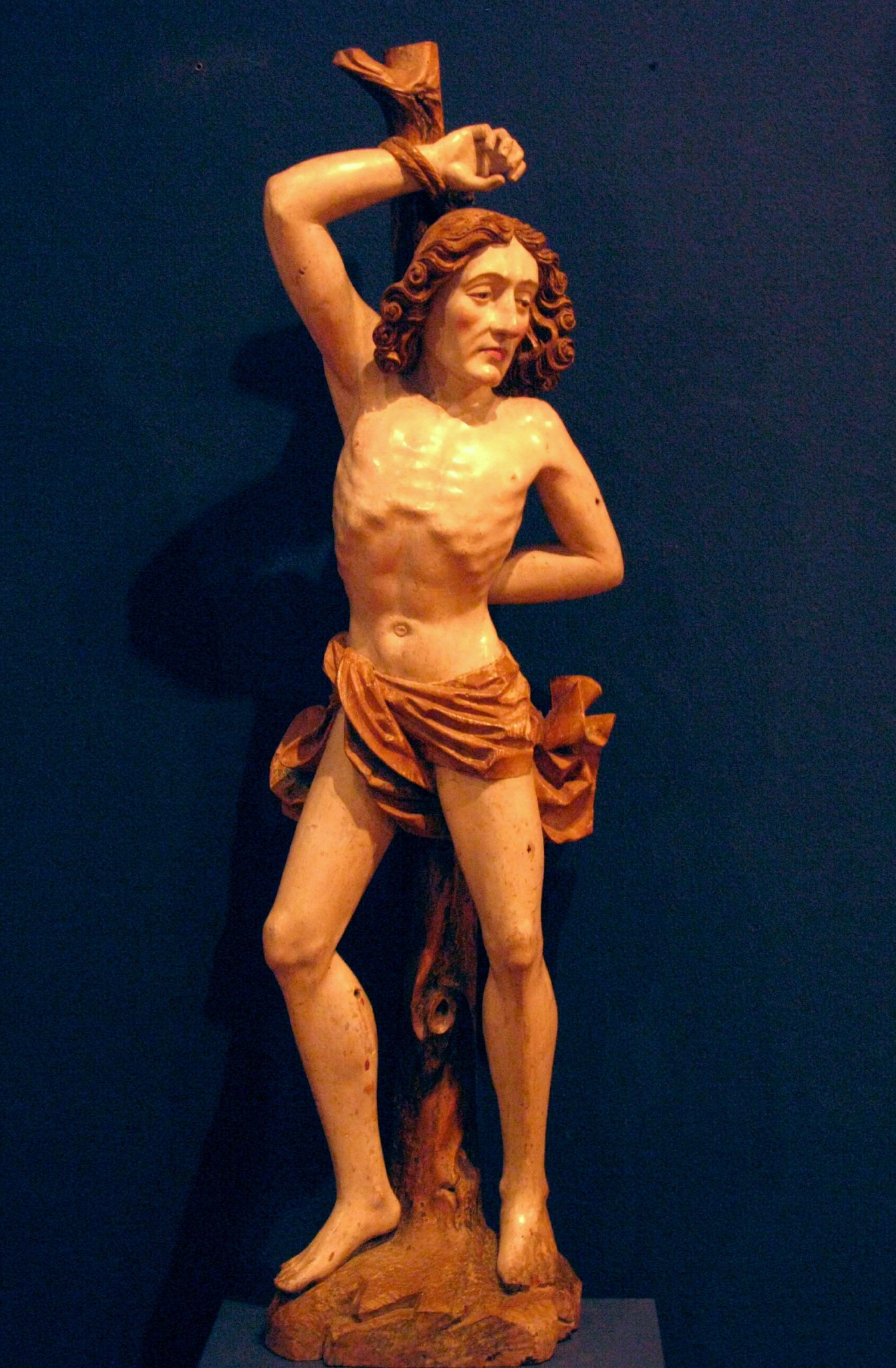
Begin 16e eeuw
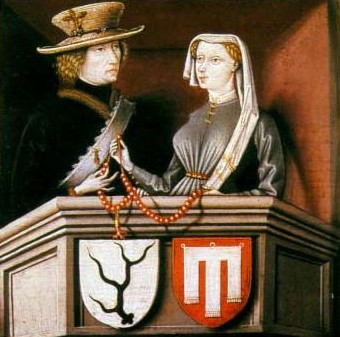
Schilderij, 1441-42
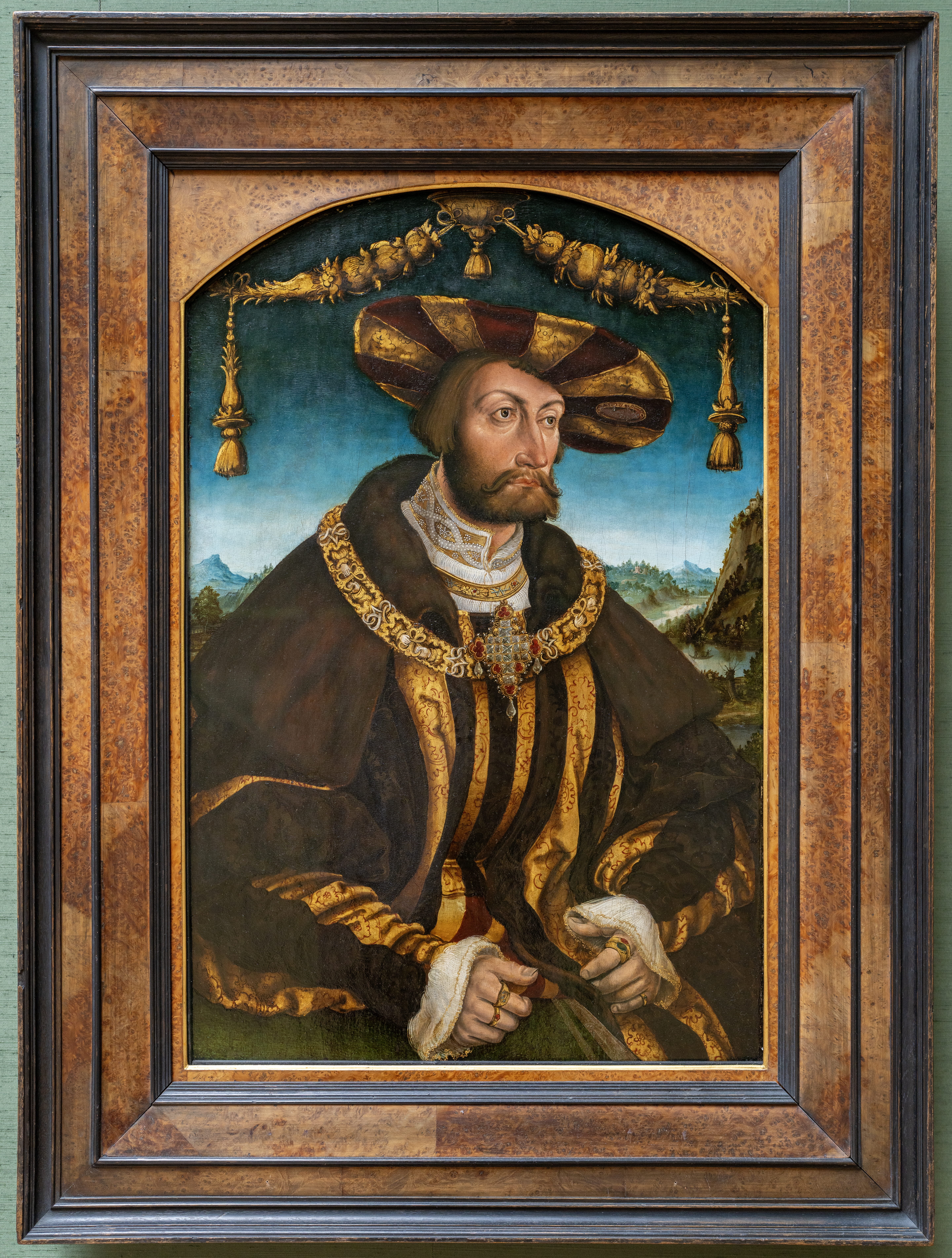
Schilderij, 1526
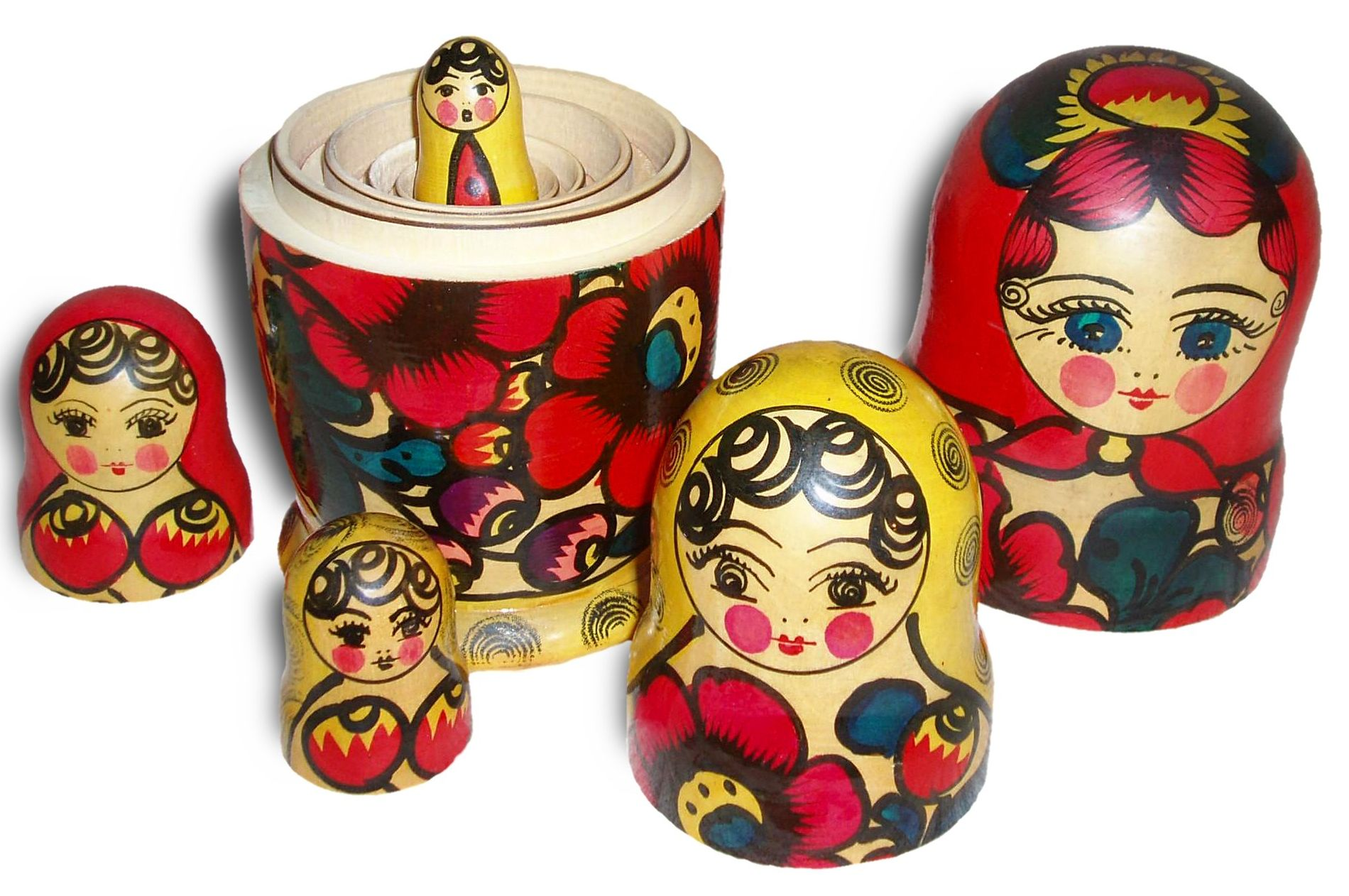
Matroesjkas